# Tanvaldská vrchovina
Tanvaldská vrchovina je geomorfologický okrsek v Jizerských horách, do něhož spadá území jižních a jihovýchodních partií Jizerské hornatiny. Rozkládá se na ploše o rozloze 62,70 km². Tvořena je výrazně porfyrickou žulou až granodioritem. Významnými body jsou Špičák (812 m n. m.), Vyhlídka (678 m n. m.) či Dračí vrch (676 m n. m.). Střední části vrchoviny jsou málo, ostatní středně a více zalesněné, a to smrkovými porosty, v nichž se vyskytují také buky. V oblastech, kde nejsou lesy, se vyskytují louky a zástavba. Lokalita je využívána příznivci zimních sportů, pro něž jsou zde zbudovány lyžařské areály. Část Tanvaldské vrchoviny je součástí chráněné krajinné oblasti Jizerské hory. Zasahují sem ale také přírodní památky Pod Dračí skálou a Jindřichovský mokřad.